# Ludwig Göransson
Ludwig Emil Tomas Göransson (Linköping Cathedral Congregation, 1984. szeptember 1. –) kétszeres Oscar- és négyszeres Grammy-díjas svéd zeneszerző, karmester és zenei producer. Számos sikeres film és televíziós sorozat filmzenéjét jegyzi, köztük olyan alkotásokét, mint a Creed: Apollo fia és annak folytatása, a Venom, a Tenet, A Mandalóri, valamint a Warner Bros. és a Csillagok háborúja új intróit. Egyik legismertebb és legsikeresebb munkája a 2018-as Fekete Párduc című Marvel szuperhősfilm, amely film zenéjéért Oscar-díjat és Grammy-díjat nyert, valamint jelölték Golden Globe-díjra is. Christopher Nolan Oppenheimer című életrajzi drámáján (2023) végzett munkája, 2024-ben elnyerte első BAFTA- és Golden Globe győzelmét és a második Oscar-díját.
Zenei producerként gyakran dolgozik Childish Gambinoval, dalszerzőként pedig olyan előadóknak is írt dalokat, mint Adele, Alicia Keys vagy Travis Scott.
Felesége Serena McKinney hegedűs, akivel 2018-ban házasodott össze, fiuk, Apollo pedig 2019-ben született.